# Castello di Saumur
Il castello di Saumur /soˈmyʁ/ è un castello situato a 10 km dal Castello di Montsoreau alla confluenza del fiume Thouet nella Loira, nella città omonima, antico centro carolingio. Fa parte dei castelli della Loira, classificati come "patrimonio dell'umanità" dall'UNESCO nel 2000.

## Storia
In origine sulla collina che dominava il fiume sorse probabilmente una torre di guardia contro le invasioni dei Vichinghi che minacciavano di penetrare nella valle della Loira. Intorno al 956 venne edificato un monastero (Saint-Florent du Château), fondato da Tebaldo, conte di Blois. Un decennio dopo i signori di Saumur vi aggiunsero una residenza fortificata, che fu circondata, insieme al monastero, da una cinta difensiva fornita di due porte di accesso.
Nel 1026 la fortezza venne conquistata da Folco III Nerra o il Nero, conte di Angiò e fu distrutta in quell'occasione da un incendio. La fortezza fu ricostruita e comprendeva un vasto muro di cinta (mur du Boile) con una possente torre in pietra a pianta quadrata e all'interno dell'ampia superficie racchiusa dal recinto solo poche costruzioni, tra cui una sala di rappresentanza.
Nel 1203 il castello fu conquistato dal re di Francia Filippo Augusto e annesso ai possedimenti della corona. Intorno al 1227 sotto il re Luigi IX, viene edificato intorno alla vecchia torre quadrata un ristretto recinto quadrangolare con quattro grandi torri rotonde agli angoli, di cui quella nord-orientale sembra fosse più alta che le altre. Il livello del suolo viene rialzato all'altezza dell'originario primo piano della vecchia torre. Venne inoltre costruita una seconda recinzione, intermedia tra quella più vasta già esistente e il castello.
A partire dal 1367 Luigi I d'Angiò fece rafforzare le difese e contemporaneamente trasformò il castello in una vera e propria residenza: le torri rotonde angolari furono sostituite con torri poligonali, la torre centrale venne abbattuta e vennero ingranditi gli ambienti sul lato nord, mentre sugli altri lati venivano addossati al recinto delle gallerie poggianti su arcate. Una scala elicoidale leggermente sporgente dalla facciata, decorata con logge aperte e nicchie con statue, permetteva l'accesso ai piani superiori. Il castello come appariva in quest'epoca venne raffigurato nella pagina del mese di settembre del calendario miniato Très riches heures du Duc de Berry (1411-1416).

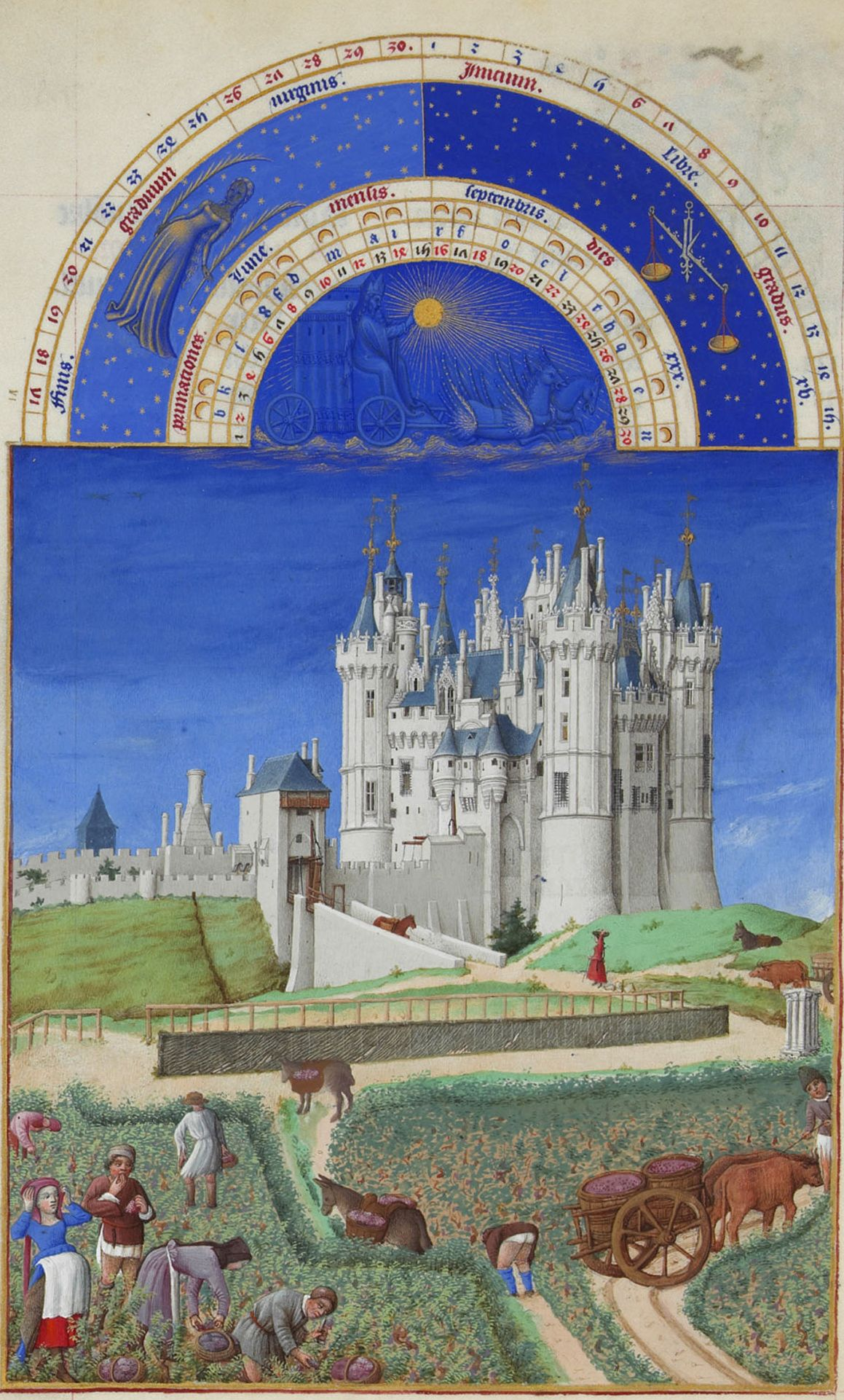
Il Castello di Saumur, immortalato nelle Très Riches Heures du Duc de Berry

Renato d'Angiò (1454-1473) fece realizzare ulteriori modifiche: la torre nord-orientale venne fiancheggiata da una più piccola torre quadrata, venne mutata la disposizione interna e la sala di rappresentanza fu affrescata da allievi del pittore Jan van Eyck.
Nel XVI secolo il castello non era più abitato con continuità e la torre nord-occidentale, fessurata, venne chiusa e abbandonata. A partire dal 1590 furono realizzati dei bastioni che rimpiazzavano l'antica cinta intermedia. La nuova recinzione presentava una pianta a stella, con quattro delle punte in pietra e le altre due in terra. I bastioni erano dotati di casematte. L'opera fu dovuta a Philippe Duplessis-Mornay e la sua progettazione si deve ad un architetto militare italiano derl quale è rimasto suol il nome di Bartholomeo, presumibilmente il padre di Ercole Negro di Sanfront.).
Nel 1596 il governatore si trasferì al castello e vennero per l'occasione intrapresi nuovi lavori di sistemazione negli appartamenti, compresa una galleria ornata di arazzi. Altri lavori si ebbero sotto il governatorato di Urbain de Maillé-Brézé (restauro della cappella, nuovi lavori ai bastioni). Intorno a quest'epoca dovette scomparire l'ala occidentale del castello, più interna.

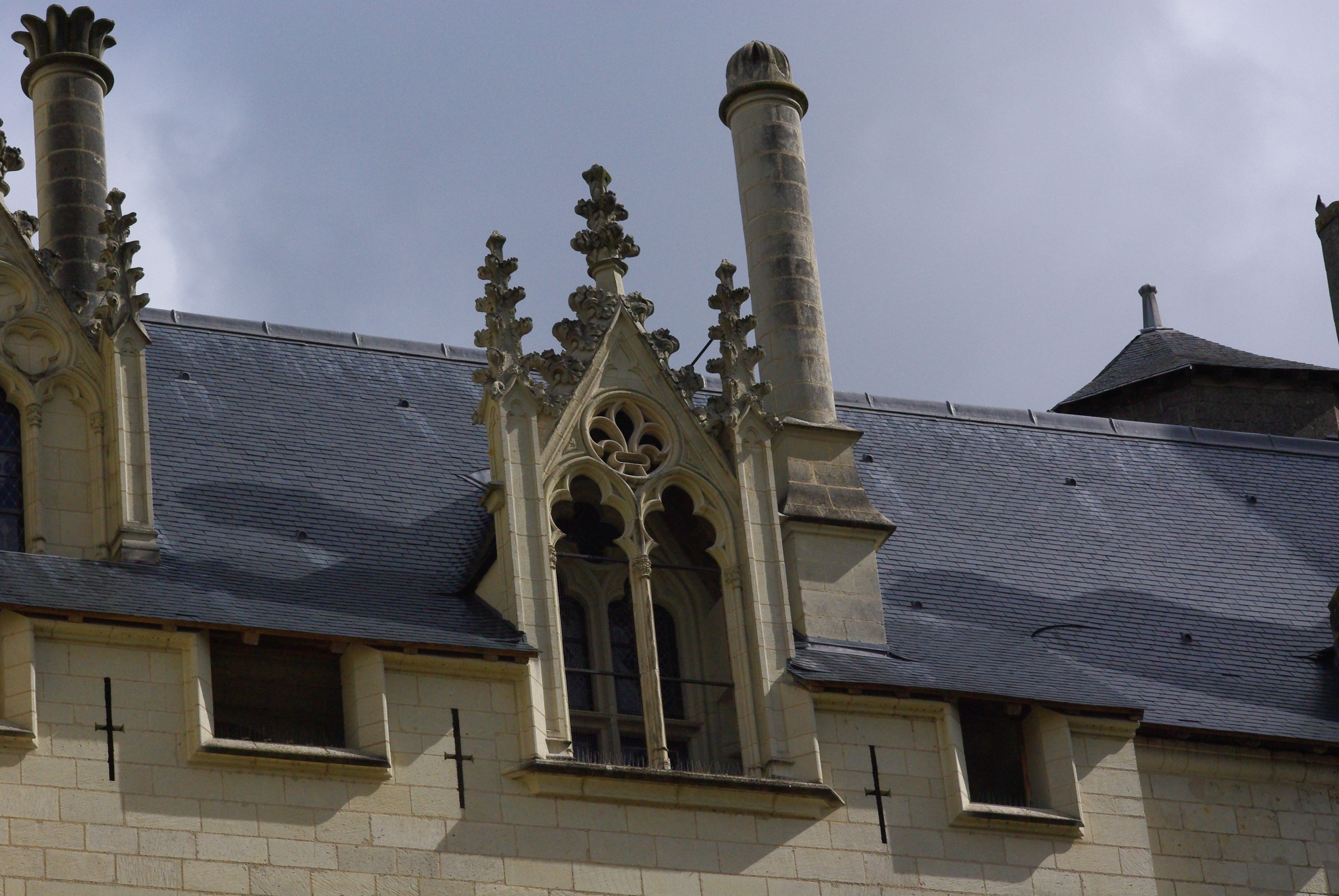
Dettaglio della finestra-abbaino della facciata sud del castello.

Sotto Luigi XIV, persa in gran parte la sua funzione strategica, il castello fu utilizzato soprattutto per rinchiudervi dei prigionieri e nel corso del XVIII secolo si degradò progressivamente (nel 1801 si è costretti ad abbattere la torre nord-orientale, che minacciava di crollare). In epoca napoleonica si decise di trasformare l'edificio in prigione di stato e i lavori vennero affidati all'ingegner Charles-Marie Normand (1811-1814): vennero ricostruite le torri crollate del lato nord, affacciato sulla Loira, mentre il resto dell'edificio veniva pesantemente manomesso. Dopo la caduta di Napoleone il progetto fu abbandonato e il castello venne utilizzato soprattutto come caserma fino al 1889.
Nel 1902 la città di Saumur acquista il castello dallo stato e intraprende notevoli lavori di restauro (1904-1912), affidati all'architetto Lucien Magne. Nell'ala settentrionale si installa quindi il museo civico, che sarà danneggiato durante i combattimenti del 1940. Tra il 1963 e il 2001 si sono inoltre verificati diversi crolli di parti dei bastioni. Nel contempo sono stati intrapresi restauri nell'ala meridionale (1997-2004) che hanno in seguito interessato anche la sistemazione dei bastioni. I restauri sono ancora in corso, e stanno, servendosi di grande pazienza, approccio storico (servendosi di diverse fonti storiche) e dovizia di particolari, restituendo il castello al XV secolo dopo il grande declino architettonico e strutturale vissuto nei secoli più recenti.
Attualmente ospita il Museo delle Arti decorative e il Museo del Cavallo.